# Birklar
Birklar ist einer von neun Stadtteilen der Stadt Lich im mittelhessischen Landkreis Gießen.

## Geografische Lage
Birklar liegt am Nordrand der Wetterau, an den Ausläufern des Taunus zum Vogelsberg. Dieser Höhenrücken, der sich kaum vom Gelände erhebt, erlaubt auf seinen höchsten Punkten eine weite Fernsicht: im Westen über die Burg Münzenberg bis hin nach Butzbach, im Osten in den Vogelsberg. Das Dorf liegt in einem Seitental der Wetter.

## Geschichte

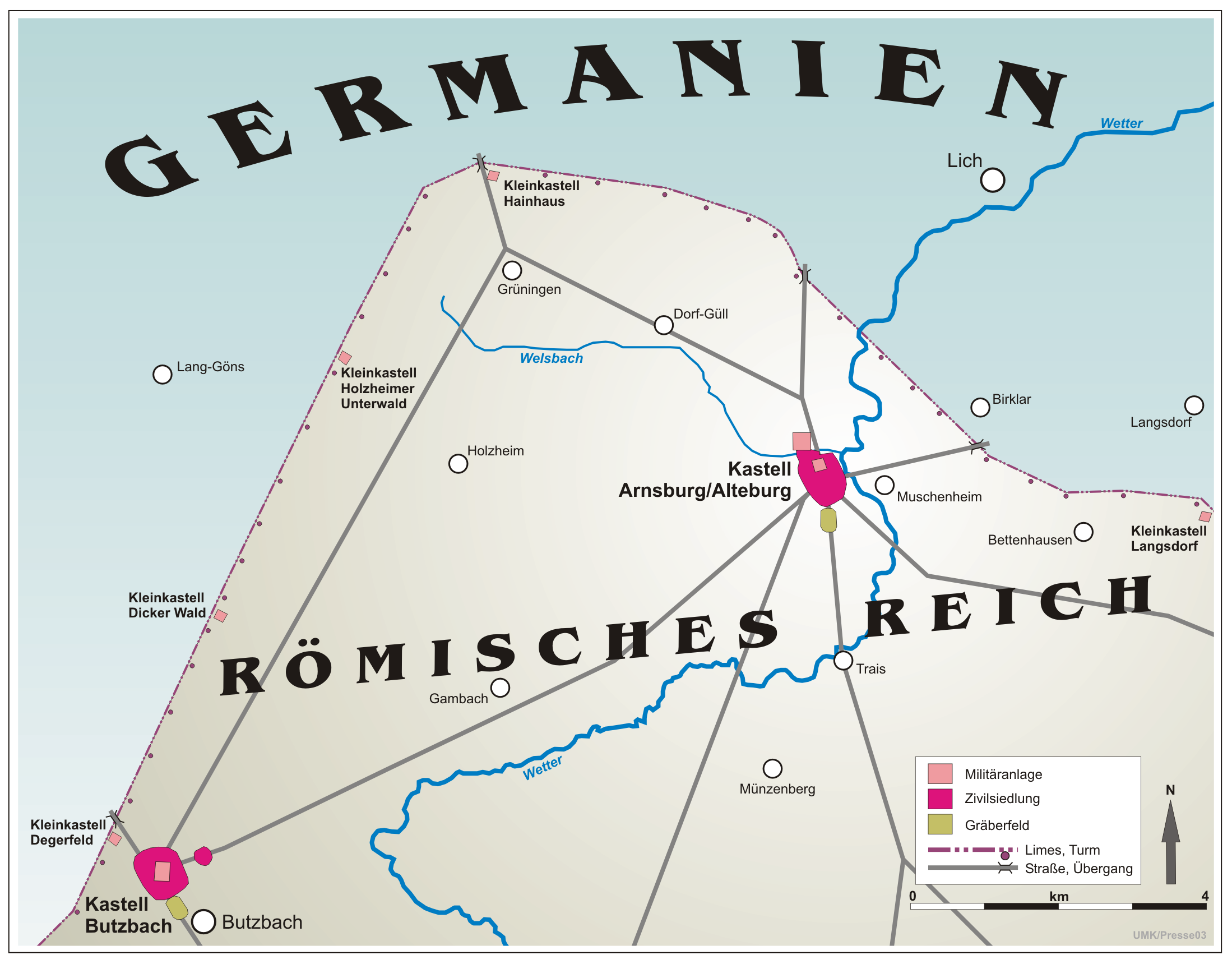
Limesverlauf in der Wetterau

### Limes
Gegen Ende des 1. Jahrhunderts nach Christus errichtete das Imperium Romanum eine erste befestigte Grenze, den Limes, gegen die germanischen Chatten. Diese Befestigung war Teil des Obergermanisch-Raetischen Limes. Seine letzte Ausbauphase erreichte der Limes um 200, bevor er ca. 260 n. Chr. aufgegeben wurde. Ein Teilabschnitt des Wetterau-Limes ist noch heute in der Gemarkung Birklar erkennbar.

### Mittelalter
Die Ersterwähnung Birklars findet sich im Lorscher Codex und datiert auf 791: „in Birchinlare (Birchenlare) marca“ sowie in „... in pago Wetdereiba in Birkenlare marca ...“ Der Priester Walthelm übertrug 791 dem Kloster Lorsch aus dem Besitz eines Albert in der Birklarer Mark zwölf Tagwerke Ackerland, außerdem im gleichen Jahr aus dem Besitz des Frunolf in der Birklarer und Muschenheimer Mark insgesamt 30 Tagwerke an das Kloster. Der in dem Kopiar erwähnte Schenker Frunolf war „ein kleiner Grundherr.“ Seine Mutter hieß Adelwiz.
Der Ortsname soll sich auf das mittelhochdeutsche Bestimmungswort „birkin“, nhd. „Birke“ zurückführen. Das Grundwort „lar“ wird etymologisch auf das germanische Wort „hlera“, was „Gatter, Pferch“ bedeutet. So wäre der Ortsname als ein „Gatter aus Birkenstämmen“ zu deuten. Dagegen bezieht eine andere neuere Namensforschung die Endung „Lar“ in Birchenlare und Birkenlare auf Gewässernamen wie in Larbach, erwähnt 775.

#### Herrschaft
Die Herren des Ortes waren im Hochmittelalter die Grafen von Falkenstein, die 1255 den größten Teil des Besitzes der Reichsministerialen von Hagen-Münzenberg geerbt hatten (→ Münzenberger Erbschaft). 
Zu den Erben der Familie von Hagen-Münzenberg gehörten auch die Grafen von Hanau. Reinhard von Hanau war verheiratet mit Adelheid von Münzenberg. Reinhard und sein naher Verwandter Engelhard von Weinsberg erlaubten 1265 dem Johann von Gridel, genannt „Birgenschild,“ dass er einem Wetzlarer Bürger ihr Lehen, eine Hufe zu Güll, verkaufte. Dafür gab er eine Hufe zu Birklar.
1335 hatte Johann von Birklar eine Hufe als Falkensteiner Lehen. Das Marienstift Lich verlieh 1349 Philipp dem Älteren von Falkenstein-Münzenberg 500 Pfund Heller gegen eine jährliche Gült aus der Bede des Gerichts zu Muschenheim, Bettenhausen, Birklar und Wetter. Die Wüstung Wetter liegt in der Muschenheimer Gemarkung.  Wetter wurde urkundlich noch 1336 mit Muschenheim als villa erwähnt.
1357 gestattete Philipp der Ältere von Falkenstein seinem Licher Burgmann Dietrich von Muschenheim, seine Güter zu Muschenheim und Birklar als Landsiedel zu verleihen. Diese Landsiedel waren Falkenstein nicht dienstpflichtig. Seit 1401 fielen Muschenheim, Birklar und Bettenhausen in den Mühlenbann der Mühle von Muschenheim. In diesem Jahr erneuerte Philipp VIII. von Falkenstein die Schenkung Philipps I. von Falkenstein. Dieser hatte die Muschenheimer Mühle 1261 an das Arnsburger Kloster geschenkt.
Nachdem der letzte Falkensteiner, Graf Werner von Falkenstein, als Werner III. Erzbischof und Kurfürst von Trier 1418 verstorben war, fiel 1423 Birklar in den Besitz der Grafen zu Solms. Bei den Teilungen der Solmser Grafen kam Birklar an Graf Bernhard zu Solms-Braunfels. Eine Freiung von 1434 durch die Grafen von Solms und von Eppstein betraf die Höfe und Landsiedel des Klosters Arnsburg in Birklar, Bellersheim, Utphe, Muschenheim und anderen Orten von allen Diensten, Steuern und Beden. Die herkömmlichen Dienste waren ausgenommen. Solmische Lehnsleute waren die Stürzelsheim von Bellersheim. Die Brüder Kraft und Henne von Bellersheim 1440 erhielten von Graf Johann von Solms u. a. die Vogteien zu Bettenhausen und eine Hufe Land zu Birklar.

#### Besitz des Klosters Arnsburg
1198 erwarb das Kloster Arnsburg in Dorf-Güll drei Hufen mit Zustimmung Kunos von Hagen-Münzenberg und anderer Lehnsherren. Dazu gehörten auch die auf den Hufen befindlichen Gebäude. Die Dorf-Güller Bauern wurden auf andere Güter in Obbornhofen, Wetter und Birklar umgesetzt. Zeugen waren alle Mönche und Brüder.
Die Falkensteiner verkauften 1269 dem Kloster Arnsburg ihre Güter zu Birklar. 1282 erwarb das Kloster von Ulrich I. (Hanau) und seiner Frau, der Gräfin Elisabeth von Rieneck, deren Erbe, den Wald Hard bei Birklar. In den folgenden Jahren setzte das Kloster seine Erwerbungen in Birklar und Umgebung fort. Es kaufte u. a. 1287 mit Erlaubnis derer von Falkenstein einen Hof mit sechs Huben von Konrad, gen. Hobeman de Birklar, sowie im gleichen Ort Besitz von Bertold von Wetter. Weitere Verkäufe an das Kloster Arnsburg fanden 1308, 1311, 1334 und 1337/38, 1340, 1357 und 1398 statt. Die Verkäufer waren Ritter aus der Gegend, die in Birklar begütert waren.

### Neuzeit
Der Dreißigjährige Krieg zog nicht spurlos an Birklar vorbei, vieles fiel der Plünderung anheim, und die Einwohner hatten unter Einquartierung und Kontributionen zu leiden.
Um 1720 etablierte sich im Ort eine Leineweberzunft mit Berufen wie Spinner und Weber.
Bis zum Ende des Heiligen Römischen Reiches gehörte Birklar zum Fürstentum Solms-Braunfels.
Zwischen 1780 und 1810 marodierten verschiedene Räuberbanden in Oberhessen, wobei einige von ihnen im Ort ihr Lager hatten. Der ortsansässige Johannes Müller, genannt der Birklarer Schneider oder Grabenschneider, gehörte zur Vogelsberger Bande.  Müller war mit anderen Räubern an einem Einbruch in Södel beteiligt, an der Beraubung eines Fuhrmanns in Laasphe und an einem versuchten Straßenraub bei Münzenberg mit Ludwig Funk und Martin Knaus. Er wurde im Frühjahr 1812 in Marburg hingerichtet. Ebenfalls aus Birklar stammte der Räuber Gilbert Eller, der im Dezember 1812 in Marburg durch das Schwert hingerichtet wurde.
Der Anschluss an die Elektrizität erfolgte vor dem Ersten Weltkrieg, 1912 folgte der Bau der Wasserleitung. 1904 bekam der Ort Anschluss an die Butzbach-Licher Eisenbahn; die Strecke wurde in den sechziger Jahren stillgelegt, seitdem verkehren Linienbusse.
Durch den Zuzug von Flüchtlingen und Heimatvertriebenen aus den ehemaligen deutschen Ostgebieten infolge des Zweiten Weltkrieges erhöhte sich ab 1945 die Einwohnerzahl beträchtlich.
Die Kanalisation, 1930 begonnen, wurde 1959 beendet; anschließend wurden sämtliche Straßen asphaltiert. Zur feierlichen Übergabe dieses Straßenausbaus 1960 kam als Ehrengast der damalige Hessische Ministerpräsident Georg-August Zinn. 1965 erfolgte mit Fördermitteln aus dem Hessenplan der Bau eines Dorfgemeinschaftshauses, 1966 erhielt die Gemeinde Birklar anlässlich ihrer 1175-Jahr-Feier für hervorragende Leistungen die Freiherr-vom-Stein-Plakette des Landes Hessen verliehen.
Hessische Gebietsreform (1970–1977)
Im Zuge der Gebietsreform in Hessen wurde die bis dahin selbständige Gemeinde Birklar zum 31. Dezember 1970 auf freiwilliger Basis in die Stadt Lich eingegliedert. Für Birklar wurde wie für alle Stadtteile von Lich ein Ortsbezirk  eingerichtet.

### Verwaltungsgeschichte im Überblick
Die folgende Liste zeigt die Staaten und Verwaltungseinheiten, denen Birklar angehört(e):
- vor 1742: Heiliges Römisches Reich, Grafschaft Solms-Braunfels (Anteil an der Herrschaft Münzenberg), Amt Hungen
- ab 1742: Heiliges Römisches Reich, Fürstentum Solms-Braunfels (Anteil an der Herrschaft Münzenberg), Amt Hungen
- ab 1806: Großherzogtum Hessen,[Anm. 2] Fürstentum Oberhessen, Amt Hungen (des Fürsten Solms-Braunfels)[24]
- ab 1815: Großherzogtum Hessen, Provinz Oberhessen, Amt Hungen (des Fürsten Solms-Braunfels)[25]
- ab 1820: Großherzogtum Hessen, Provinz Oberhessen, Amt Hungen[Anm. 3]
- ab 1822: Großherzogtum Hessen, Provinz Oberhessen, Landratsbezirk Hungen[26][Anm. 4]
- ab 1841: Großherzogtum Hessen, Provinz Oberhessen, Kreis Hungen
- ab 1848: Großherzogtum Hessen, Regierungsbezirk Friedberg
- ab 1852: Großherzogtum Hessen, Provinz Oberhessen, Kreis Nidda
- ab 1867: Norddeutscher Bund, Großherzogtum Hessen, Provinz Oberhessen, Kreis Nidda
- ab 1871: Deutsches Reich, Großherzogtum Hessen, Provinz Oberhessen, Kreis Nidda
- ab 1874: Deutsches Reich, Großherzogtum Hessen, Provinz Oberhessen, Kreis Gießen
- ab 1918: Deutsches Reich, Volksstaat Hessen, Provinz Oberhessen, Kreis Gießen
- ab 1938: Deutsches Reich, Volksstaat Hessen, Landkreis Gießen
- ab 1945: Deutsches Reich, Amerikanische Besatzungszone,[Anm. 5] Groß-Hessen, Regierungsbezirk Darmstadt, Landkreis Gießen
- ab 1946: Deutsches Reich, Amerikanische Besatzungszone, Hessen, Regierungsbezirk Darmstadt, Landkreis Gießen
- ab 1949: Bundesrepublik Deutschland, Hessen, Regierungsbezirk Darmstadt, Landkreis Gießen
- ab 1971: Bundesrepublik Deutschland, Hessen, Regierungsbezirk Darmstadt, Landkreis Gießen, Stadt Lich
- ab 1977: Bundesrepublik Deutschland, Hessen, Regierungsbezirk Darmstadt, Lahn-Dill-Kreis, Stadt Lich
- ab 1979: Bundesrepublik Deutschland, Hessen, Regierungsbezirk Darmstadt, Landkreis Gießen, Stadt Lich
- ab 1981: Bundesrepublik Deutschland, Hessen, Regierungsbezirk Gießen, Landkreis Gießen, Stadt Lich

### Gerichte seit 1803
In der Landgrafschaft Hessen-Darmstadt wurde mit Ausführungsverordnung vom 9. Dezember 1803 das Gerichtswesen neu organisiert. Für das Fürstentum Oberhessen (ab 1815 Provinz Oberhessen) wurde das „Hofgericht Gießen“ eingerichtet. Es war für normale bürgerliche Streitsachen Gericht der zweiten Instanz, für standesherrliche Familienrechtssachen und Kriminalfälle die erste Instanz. Übergeordnet war das Oberappellationsgericht Darmstadt. Die Rechtsprechung der ersten Instanz wurde durch die Ämter bzw. Standesherren vorgenommen und somit war für Birklar ab 1806 das „Patrimonialgericht der Fürsten Solms-Braunfels“ in Hungen zuständig.
Nach der Gründung des Großherzogtums Hessen 1806 wurden die Aufgaben der ersten Instanz 1821–1822 im Rahmen der Trennung von Rechtsprechung und Verwaltung auf die neu geschaffenen Land- bzw. Stadtgerichte übertragen. Ab 1822 ließen die Fürsten Solms-Braunfels ihre Rechte am Gericht durch das Großherzogtum Hessen in ihrem Namen ausüben. „Landgericht Hungen“ war daher die Bezeichnung für das erstinstanzliche Gericht, das auch für Birklar zuständig war. Auch auf sein Recht auf die zweite Instanz, die durch die Justizkanzlei in Hungen ausgeübt wurde verzichtete der Fürst 1823. Erst infolge der Märzrevolution 1848 wurden mit dem „Gesetz über die Verhältnisse der Standesherren und adeligen Gerichtsherren“ vom 15. April 1848 die standesherrlichen Sonderrechte endgültig aufgehoben. Durch die Neuordnung der Gerichtsbezirke in der Provinz Oberhessen zum 15. Oktober 1853 wurde Birklar dem Landgericht Lich zugeteilt.
Anlässlich der Einführung des Gerichtsverfassungsgesetzes mit Wirkung vom 1. Oktober 1879, infolge derer die bisherigen großherzoglichen Landgerichte durch Amtsgerichte an gleicher Stelle ersetzt wurden, während die neu geschaffenen Landgerichte nun als Obergerichte fungierten, kam es zur Umbenennung in „Amtsgericht Lich“ und Zuteilung zum Bezirk des Landgerichts Gießen.
Am 1. Juni 1934 wurde das Amtsgericht Lich aufgelöst und Birklar dem Amtsgericht Gießen zugeteilt.

### Schulwesen
Bereits im 17. Jahrhundert gab es eine Schule in Birklar. Im Jahre 1850 notierte der damalige Pfarrer Karl Christian Friedrich an vorhandenen öffentlichen Gebäuden „1. ein neuer einstöckiger Schulsaal von 1842 [Anm.: rechts vor der Kirche], (…), 3. ein altes Schulgebäude, welches (…) dem Schulsaal gegenüber steht.“ – Die heutige „ehemalige“ Schule wurde in den Jahren 1904/05 erbaut. In ihr wurde bis 1969 unterrichtet, danach wurde das Gebäude verkauft. Die Grundschüler werden seitdem in Langsdorf unterrichtet, die Schüler ab der 5. Klasse schon seit 1960 in der Mittelpunktschule Lich (Dietrich-Bonhoeffer-Schule).

### Historische Flächennutzung
- 1854: Morgen: 1765, davon 1539 Acker, 95 Wiesen, 131 Wald.
- 1961: Hektar: 457, davon 28 Wald.[1]

## Bevölkerung

### Einwohnerstruktur 2011
Nach den Erhebungen des Zensus 2011 lebten am Stichtag dem 9. Mai 2011 in Birklar 672 Einwohner. Darunter waren 27 (4,0 %) Ausländer. Nach dem Lebensalter waren 138 Einwohner unter 18 Jahren, 276 zwischen 18 und 49, 150 zwischen 50 und 64 und 105 Einwohner waren älter. Die Einwohner lebten in 279 Haushalten. Davon waren 84 Singlehaushalte, 78 Paare ohne Kinder und 78 Paare mit Kindern, sowie 30 Alleinerziehende und 9 Wohngemeinschaften. In 45 Haushalten lebten ausschließlich Senioren und in 201 Haushaltungen lebten keine Senioren.

### Einwohnerentwicklung
| Birklar: Einwohnerzahlen von 1830 bis 2020 | Birklar: Einwohnerzahlen von 1830 bis 2020 | Birklar: Einwohnerzahlen von 1830 bis 2020 | Birklar: Einwohnerzahlen von 1830 bis 2020 | Birklar: Einwohnerzahlen von 1830 bis 2020 |
| --- | ------------------------------------------ | ------------------------------------------ | ------------------------------------------ | ------------------------------------------ |
| Jahr |                                            |                                            |                                            | Einwohner                                  |
| 1830 | 1830                                       |                                            | 344                                        | 344                                        |
| 1834 | 1834                                       |                                            | 390                                        | 390                                        |
| 1840 | 1840                                       |                                            | 430                                        | 430                                        |
| 1846 | 1846                                       |                                            | 478                                        | 478                                        |
| 1852 | 1852                                       |                                            | 493                                        | 493                                        |
| 1858 | 1858                                       |                                            | 407                                        | 407                                        |
| 1864 | 1864                                       |                                            | 418                                        | 418                                        |
| 1871 | 1871                                       |                                            | 457                                        | 457                                        |
| 1875 | 1875                                       |                                            | 421                                        | 421                                        |
| 1885 | 1885                                       |                                            | 436                                        | 436                                        |
| 1895 | 1895                                       |                                            | 490                                        | 490                                        |
| 1905 | 1905                                       |                                            | 486                                        | 486                                        |
| 1910 | 1910                                       |                                            | 483                                        | 483                                        |
| 1925 | 1925                                       |                                            | 489                                        | 489                                        |
| 1939 | 1939                                       |                                            | 447                                        | 447                                        |
| 1946 | 1946                                       |                                            | 643                                        | 643                                        |
| 1950 | 1950                                       |                                            | 669                                        | 669                                        |
| 1956 | 1956                                       |                                            | 583                                        | 583                                        |
| 1961 | 1961                                       |                                            | 575                                        | 575                                        |
| 1967 | 1967                                       |                                            | 540                                        | 540                                        |
| 1970 | 1970                                       |                                            | 544                                        | 544                                        |
| 1980 | 1980                                       |                                            | ?                                          | ?                                          |
| 1988 | 1988                                       |                                            | 563                                        | 563                                        |
| 2000 | 2000                                       |                                            | ?                                          | ?                                          |
| 2008 | 2008                                       |                                            | 708                                        | 708                                        |
| 2011 | 2011                                       |                                            | 672                                        | 672                                        |
| 2015 | 2015                                       |                                            | 681                                        | 681                                        |
| 2020 | 2020                                       |                                            | 687                                        | 687                                        |
| Datenquelle: Historisches Gemeindeverzeichnis für Hessen: Die Bevölkerung der Gemeinden 1834 bis 1967. Wiesbaden: Hessisches Statistisches Landesamt, 1968. Weitere Quellen: 1970:; 1988–2008:; nach 2011: Stadt Lich; Zensus 2011 |                                            |                                            |                                            |                                            |

### Historische Erwerbstätigkeit
Im Jahr 1961 wurden die folgenden Erwerbspersonen gezählt: 170 in Land- und Forstwirtsch.; 102 im produzierenden Gewerbe; 23 in Handel, Verkehr und Nachrichtenübermittlung; 21 im Dienstleistungsbereich oder sonstigen Gewerbe.

## Religion
Für das Jahr 1313 wird erstmals ein Kirchgebäude in Birklar beurkundet. Ab 1323 bestand eine selbstständige Pfarrei.
Die Reformation wurde kurz nach der Mitte des 16. Jahrhunderts eingeführt. Philipp Liebrich von Kröftelbach war der erste evangelische Pfarrer von Muschenheim und Birklar, die schon damals „in ein Pfarr geordnet“ waren.
Das im Verfall begriffene Kirchlein wurde 1818 abgerissen, an seine Stelle wurde der ehemalige Bibliotheksbau des säkularisierten Klosters Arnsburg dort abgetragen und nach Birklar versetzt. Lediglich der Kirchturm wurde neu errichtet. Dabei soll es finanziell unsolide zugegangen sein, „es wurden nur die Hälfte jener Kapitalien auf die Kosten des eigentlichen Kirchenbaus verwendet, das Übrige aber unbefugter Weise verzehrt worden“ heißt es in der Chronik.
Von den 1819 angeschafften drei Bronzeglocken mussten zwei im Ersten Weltkrieg als Metallspende abgegeben werden; das heutige Geläut besteht aus Stahlglocken von 1920.
Historische Religionszugehörigkeit
| • 1830: | 341 evangelische, ein katholischer und zwei jüdische Einwohner   |
| • 1961: | 503 evangelische (= 87,5 %), 69 katholische (= 12,0 %) Einwohner |

## Politik

### Ortsbeirat
Für den Stadtteil Birklar besteht ein Ortsbezirk (Gebiete der ehemaligen Gemeinde Birklar) mit Ortsbeirat und Ortsvorsteher nach der Hessischen Gemeindeordnung.
Der Ortsbeirat besteht aus fünf Mitgliedern. Bei den Kommunalwahlen in Hessen 2021 betrug die Wahlbeteiligung zum Ortsbeirat 59,12 %. Dabei wurden gewählt: Je ein Mitglied der FDP und der Liste „Bürger für ein lebenswertes Lish“ (BfL), sowie drei Mitglieder der „Freien Wähler“ (FW). Der Ortsbeirat wählte Sebastian Schäfer (FW) zum Ortsvorsteher.

### Wappen
Beschreibung: In Gold (Gelb) mit rotem Schildhaupt drei blaue Birkenblätter im Dreipass.
Das Wappen basiert auf demjenigen der Herren von Münzenberg ergänzt um die Birkenblätter als Verweis (redendes Wappen) auf den Namen des Ortes.

## Kultur und Sehenswürdigkeiten

### Kirche

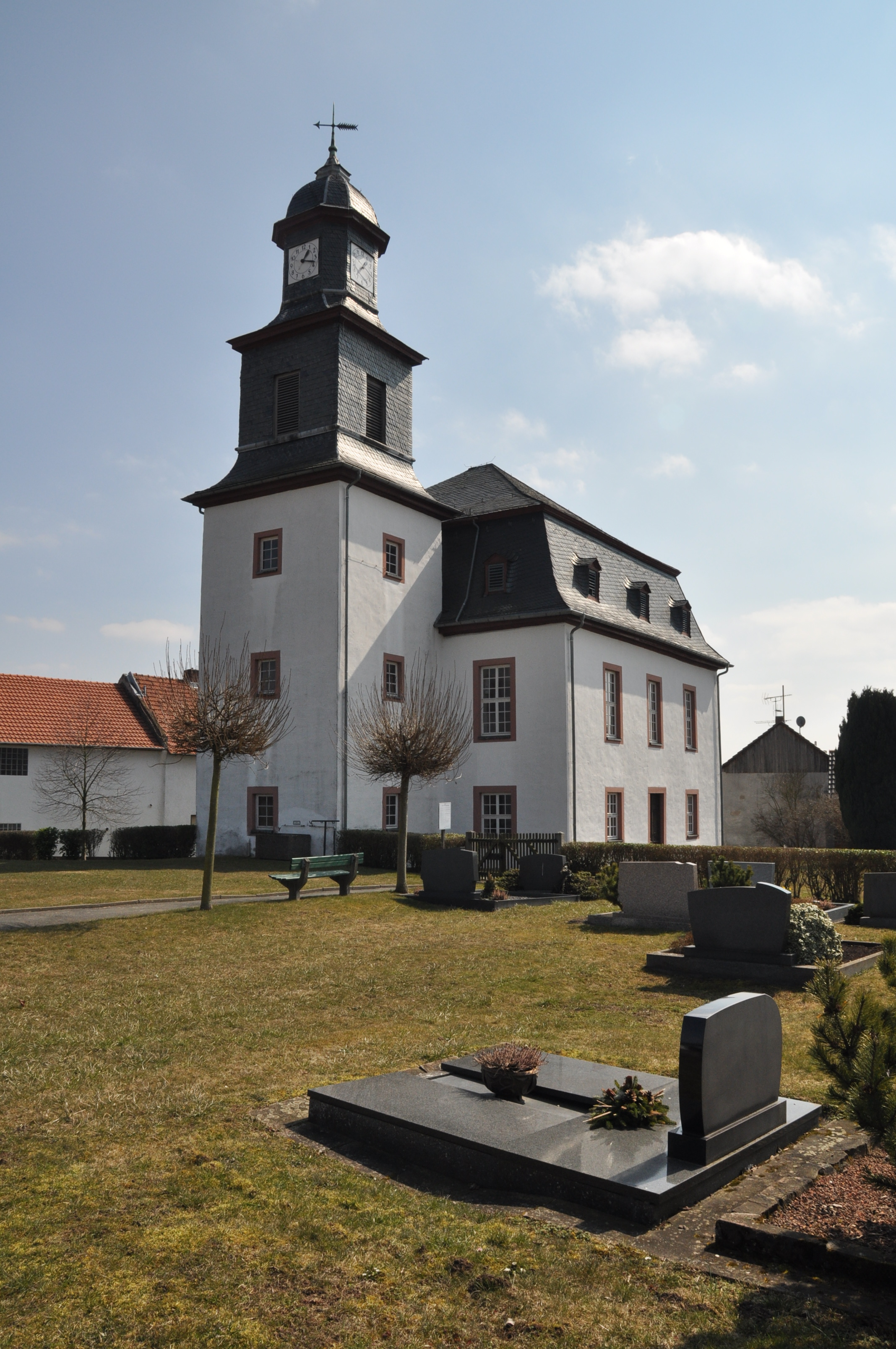
Die evangelische Kirche

- Evangelische Kirche Birklar: Ehemaliges barockes Bibliotheksgebäude des Klosters Arnsburg, nach dessen Säkularisation 1818 nach Birklar als Kirchgebäude umgesetzt und dort in etwas veränderter Form im Stil des Klassizismus wiedererrichtet.

### Vereine
- Gesangverein Harmonie Birklar, gegr. 1855
- Freiwillige Feuerwehr Birklar, gegr. 1895
- Sport-Gemeinschaft Germania 1946, gegr. 1946
- Förderverein Gemeinde Birklar, gegr. 2013